# Episodi di Misfits (terza stagione)
La terza stagione della serie televisiva Misfits è stata trasmessa nel Regno Unito dal 30 ottobre al 18 dicembre 2011 su E4; in Italia è stata trasmessa dal 4 marzo 2012 al 22 aprile 2012 sul canale satellitare Fox.
Questa stagione vede l'ingresso nel cast di un nuovo personaggio, Rudy, interpretato da Joseph Gilgun, che va a sostituire Nathan Young, interpretato da Robert Sheehan, la cui uscita dal cast è stata narrata nel webisodio speciale intitolato Vegas Baby!, diffuso dal sito di E4 il 15 settembre 2011 e, doppiato in italiano, sul sito di Fox Italia il 9 febbraio 2012.
| nº | Titolo originale | Titolo italiano      | Prima TV UK      | Prima TV Italia |
| -- | ---------------- | -------------------- | ---------------- | --------------- |
| 1  | Episode One      | Pericolo in agguato  | 30 ottobre 2011  | 4 marzo 2012    |
| 2  | Episode Two      | La nuova ragazza     | 6 novembre 2011  | 11 marzo 2012   |
| 3  | Episode Three    | Ossessione           | 13 novembre 2011 | 18 marzo 2012   |
| 4  | Episode Four     | Cambiare la storia   | 20 novembre 2011 | 25 marzo 2012   |
| 5  | Episode Five     | Coma profondo        | 27 novembre 2011 | 1º aprile 2012  |
| 6  | Episode Six      | La punizione         | 4 dicembre 2011  | 8 aprile 2012   |
| 7  | Episode Seven    | Zombie               | 11 dicembre 2011 | 15 aprile 2012  |
| 8  | Episode Eight    | Questioni in sospeso | 18 dicembre 2011 | 22 aprile 2012  |

## Pericolo in agguato
- Titolo originale: Episode One
- Diretto da: Wayne Che Yip, Alex Garcia Lopez
- Scritto da: Howard Overman

### Trama
Simon, Alisha, Curtis e Kelly, abbandonati i loro vecchi poteri, ne hanno ora acquisiti di nuovi: Simon ottiene la preveggenza, Alisha la capacità di vedere con lo sguardo altrui, Kelly la conoscenza di un ingegnere aerospaziale che, però, non le frutta quanto vorrebbe e Curtis riesce ora a tramutare il suo corpo in quello di un alter ego femminile. Cercando di tenere i loro poteri nascosti al resto dell'umanità i ragazzi provano ad andare avanti con le loro vite tra il bar dove lavora Curtis, l'appartamento lasciato loro da Superhoodie, il Simon del futuro, lontano dai guai e pensando a Nathan felice a Las Vegas con la fidanzata Marnie e il piccolo Nathan Junior.
Intanto ai servizi sociali lavorano tre nuovi ragazzi tra cui Rudy, un ragazzo con i poteri in grado di scindere la sua personalità lasciando separati la sua parte più forte e quella più debole. In un momento di separazione però, il Rudy più dolce si avvicina a una delle due ragazze dei servizi sociali che però, trovando poi l'altra parte del ragazzo con l'altra ragazza, finisce per infuriarsi e usare il suo potere contro Rudy: la ragazza infatti è in grado di bloccare le persone facendo così tutto ciò che vuole durante il blocco.
Per caso Simon, Curtis e Kelly assistono alla messa in pratica dei poteri della ragazza contro Rudy e decidono di portarlo con loro nel loro rifugio dove, vedendo Alisha, Rudy ha una strana reazione: la sera al bar, sdoppiandosi, si scopre infatti che, al liceo, la ragazza gli spezzò il cuore.
L'indomani, dopo avere parlato con Simon, Alisha decide di andare a parlare con Rudy il quale, intanto, si convince a separarsi definitivamente dalla sua metà. Ai servizi sociali però Rudy incontra nuovamente la ragazza che, dopo averle fatto uccidere l'altra ragazza, decide di legare sia lui sia Alisha, arrivata nel momento sbagliato. Proprio quando la ragazza sta per uccidere i due, però, Rudy riesce a colpirla e a ucciderla a sua volta: Alisha, in un momento di panico, si scusa con Rudy per quanto successo e il ragazzo decide di lasciarsi morire. Solo l'intervento dell'altra metà di Rudy riuscirà a salvare i due ragazzi.
Curtis, Kelly, Alisha e Simon, con due cadaveri, si ritrovano ad aiutare Rudy, così come ai vecchi tempi e, tornando insieme al nuovo membro del gruppo, ignari di viaggiare su un'auto rubata, vengono fermati dalla polizia che li obbliga di nuovo ai servizi sociali.

## La nuova ragazza
- Titolo originale: Episode Two
- Diretto da: Wayne Che Yip, Alex Garcia Lopez
- Scritto da: Howard Overman

### Trama
Curtis riesce a riprendere gli allenamenti di atletica leggera, dai quali era stato squalificato a vita per il possesso di stupefacenti, utilizzando il suo alter ego femminile Melissa. Dopo avere fatto sesso con Emma, un'atleta attratta dal passato di campione di Curtis venuta ad allenarsi nel quartiere di Wertham con delle compagne, scopre, tramite Melissa, che le sue prestazioni sessuali sono alquanto scadenti, essendo troppo egocentrico e pateticamente depresso per avere rovinato la propria carriera di corridore. Scopre anche che Emma è bisessuale e fa nuovamente sesso con lei nei panni di Melissa, riscoprendo la sua parte sensibile ed emotiva. Tuttavia, in seguito a un duplice tentativo di stupro da parte del proprio allenatore, Curtis è costretto a rivelare a Emma il suo potere la quale, un po' stranita ma ancora attratta sia da Curtis che da Melissa, riparte con le compagne per tornare a casa.

## Ossessione
- Titolo originale: Episode Three
- Diretto da: Will Sinclair
- Scritto da: Howard Overman

### Trama
Nel continuo tentativo di adempiere al proprio destino di diventare Superhoodie Simon salva un giovane nerd appassionato di fumetti di nome Peter dall'essere rapinato. Peter scopre che dietro la maschera e il cappuccio si nasconde Simon, che diventa una vera ossessione per lui. Simon dal canto suo inizia a frequentare sempre più assiduamente Peter, tanto da fare credere a Rudy che i due siano gay, convincendosi sempre più che il suo destino sia tornare indietro nel tempo per salvare Alisha. Alisha non approva l'atteggiamento di Simon e gli chiede con insistenza di abbandonare l'idea di lasciarla per tornare indietro nel tempo, tuttavia quest'ultimo deciderà di rompere la relazione. Alisha, intuito che Peter abbia fatto qualcosa a Simon istigandolo a comportarsi in quel modo, coinvolge gli altri ragazzi, e assieme raggiungono l'appartamento di Peter. Qui scoprono che Peter ha il potere di fare compiere tutto ciò che disegna come fumetto, e che quindi tutte le azioni di Simon erano pilotate da Peter fin da poco dopo che si erano conosciuti. Stracciando i disegni riescono a interrompere l'influsso che controllava Simon, che corre da Alisha per scusarsi del suo comportamento, per poi andare da Peter e dirgli di non farsi più vedere. In risposta Peter rapisce Alisha, attirando Simon in una trappola. Tra i due scoppia una colluttazione che finisce con una coltellata nello stomaco di Peter. In fin di vita il ragazzo afferma che era destino poiché Simon è di fatto intervenuto per salvare Alisha. Simon brucia quindi il corpo di Peter e torna da Alisha affermando di avere bruciato anche il costume di Superhoodie come lei gli aveva chiesto, nascondendo in realtà il costume in uno scompartimento segreto del suo appartamento. Nell'ultima scena si vede come tutto l'epilogo, dal rapimento di Alisha a Simon che mente sull'avere distrutto il costume, sia stato tutto pilotato da una serie di disegni fatti in precedenza da Peter.

## Cambiare la storia
- Titolo originale: Episode Four
- Diretto da: Wayne Che Yip, Alex Garcia Lopez
- Scritto da: Howard Overman

### Trama
Un anziano ebreo, Friedrich Hirsch, tenta di usare il vecchio potere di Curtis per tornare indietro nel tempo e uccidere Adolf Hitler prima che compia l'olocausto. Tuttavia il piano fallisce e Friedrich rimane ferito da una coltellata nella colluttazione con il Führer, che si impossessa del telefonino del vecchio. La tecnologia del telefono cellulare permette un salto in avanti spaventoso per la Germania nazista, che vince la seconda guerra mondiale e sottomette il Regno Unito. Friedrich, tornato nel presente, viene arrestato dalle truppe naziste, che intanto hanno catturato Seth, colui che vende i poteri, costringendolo a identificare chi ne sia in possesso per poi prendere i poteri e darli alle truppe naziste. Intanto Simon è stato arruolato coattamente nell'esercito, Alisha è finita a fare la segretaria per il sorvegliante, che a sua volta è diventato un ufficiale nazista e dirige il distaccamento militare di Wertham. Curtis, Rudy e Kelly costituiscono invece la resistenza agli invasori, che dapprima cerca di uccidere Seth per impedirgli di lavorare per il nemico e poi tenta di salvarlo, dato che Kelly è irrimediabilmente attratta da lui. Gli ufficiali nazisti vengono presto a conoscenza dei piani di Friedrich, leggendo la lettera che egli aveva scritto prima di tornare indietro nel tempo e lo raggiungono nelle celle appena egli ha riconsegnato il proprio potere a Seth spiegandogli l'accaduto e pregandolo di sistemare le cose. I nazisti uccidono il vecchio ebreo e intimano a Seth di dare il potere a Curtis, che nel frattempo era stato catturato, per poterlo poi uccidere e fare morire il potere affinché non possa causare danni imprevedibili. Seth obbedisce e Curtis viene ucciso. Sopraggiunge però Kelly che, armata, libera i compagni per condurli poi in uno scontro a fuoco con le truppe naziste all'interno del centro dei servizi sociali. Seth rimane ferito mortalmente e poco prima di morire consegna il potere del viaggio nel tempo a Kelly tramite un bacio (avendo solo finto di averlo donato a Curtis). Kelly torna nel passato al momento in cui Friedrich è appena stato messo fuori combattimento da Hitler e lo riempie di botte dopo avergli sottratto il telefonino del vecchio. Al che torna nel presente, che è di fatto tornato normale, e racconta tutto a Seth, che promette di ridarle l'abilità di realizzare missili e di dare il potere del viaggio nel tempo alla sua iguana affinché stia al sicuro e non possa combinare guai.

## Coma profondo
- Titolo originale: Episode Five
- Diretto da: Will Sinclair
- Scritto da: Jon Brown

### Trama
Jen, una ragazza in coma irreversibile, riesce, con il semplice tocco, a scambiarsi di corpo con Kelly, per potere continuare a vivere assieme al suo ragazzo. Seth, che doveva avere il suo primo appuntamento con Kelly, intuisce l'inganno e assieme agli altri ragazzi rapiscono il corpo di Jen, in cui vi è Kelly, dall'ospedale. Jen, nel corpo di Kelly, viene messa quindi alle strette dai ragazzi, e reagisce accoltellando a morte Shaun, il sorvegliante. Tramite il ragazzo di Jen quest'ultima si convince a riprendersi il corpo, lasciando libera Kelly, e accettando la morte che avviene staccando le macchine che ancora tengono in vita il suo corpo. Con la sepoltura del terzo sorvegliante ucciso Seth diviene ufficialmente membro del gruppo.

## La punizione
- Titolo originale: Episode Six
- Diretto da: Jonathan van Tulleken
- Scritto da: Jon Brown

### Trama
Rudy, durante una festa, ha un rapporto sessuale con una ragazza, che scarica non appena termina il rapporto. Quest'ultima, sentitasi maltrattata, si vendica usando il proprio potere contro il pene di Rudy, che inizia a marcire. In una sua premonizione Simon vede che il pene di Rudy si stacca definitivamente e sente qual è il motivo della situazione. I due allora partono alla ricerca della ragazza, di cui Rudy non ricorda né il nome né il volto, convinti che facendo nuovamente sesso con lei il pene di Rudy possa guarire. Alla fine solo aprendosi emotivamente riuscirà a convincere la ragazza a rimediare al danno. Alisha e Curtis intanto sono impegnati a cercare di capire come quest'ultimo sia rimasto incinto, apparentemente di sé stesso. La gravidanza mette Curtis nella condizione di non riuscire più a controllare il proprio potere così da restare bloccato nel corpo di Melissa. Kelly e Seth invece hanno iniziato a frequentarsi regolarmente, ma lui è particolarmente distratto da una transazione di affari che lo porta a impossessarsi del potere di risvegliare i morti. Curtis, ancora incapace di tornare nel proprio corpo si rivolge quindi a Seth per farsi cambiare potere, che a sua volta gli offre il suo aiuto in cambio di un favore. Seth darà a Curtis il potere di risvegliare i morti affinché egli possa poi rianimare la sua defunta ragazza.

## Zombie
- Titolo originale: Episode Seven
- Diretto da: Will Sinclair
- Scritto da: Howard Overman

### Trama
Curtis utilizza il suo nuovo potere per fare resuscitare la ragazza di Seth, Shannon, tuttavia lei rimane ancora sbalordita e spaesata nel chiedersi come ha fatto a tornare in vita. Nella via verso casa Curtis incontra un'anziana signora triste e piangente per il suo gatto appena deceduto. Impietosito decide di fare tornare in vita il gatto, e per ringraziarlo gli offre una torta. Intanto al community center arriva una squadra di cheerleader. Intanto Seth confessa a Kelly che ha acquistato il potere di resuscitare i morti e che ha riportato in vita la ragazza, così mette fine alla loro relazione. Curtis, dopo che riporta il coperchio della torta alla padrona del gatto, dopo essere entrato in casa vede l'animale che si sta cibando della padrona; tenta di assalire anche Curtis, ma quest'ultimo si rifugia in bagno e invia con il cellulare un messaggio agli amici. Arrivati in casa tentano insieme di catturare il gatto, trasformato in una specie di zombie, ma intanto la signora si sveglia e assale Rudy, ma viene salvato in tempo da Curtis, che rivela a tutti che ha sostituito il potere di prima con quello di riportare in vita i morti. Dopo Kelly corre a casa di Seth per avvisarlo che Shannon è uno zombie, ma lui non si degna di ascoltarla. Il gruppo, capito che la ragazza di Seth ormai è uno zombie, si recano insieme a casa sua per ucciderla. Seth, che ancora non crede alla storia dello zombie, si rifugia con la ragazza nell'appartamento di un uomo precedentemente morso dalla ragazza. Dopo che il gruppo se ne va, convinti che non fosse lì, l'uomo aggredisce Seth, ma viene salvato dalla ragazza. Quest'ultima spiega al fidanzato che dovrà ucciderla, perché la fame di carne umana è troppo forte. Al community center il gatto è fuggito dalla gabbia e ha contagiato il gruppo di cheerleader. Quindi il gruppo decide di ucciderle tutte per impedire che il contagio si diffonda. Dopo averle uccise e seppellito tutti i cadaveri Seth uccide la sua ex ragazza per poi tornare assieme a Kelly. Il gruppo alla fine si accorge di essersi dimenticato del gatto.

## Questioni in sospeso
- Titolo originale: Episode Eight
- Diretto da: Jonathan van Tulleken
- Scritto da: Howard Overman

### Trama
Tramite i poteri di un medium tornano dal mondo dei morti una serie di persone uccise dai ragazzi del servizio sociale tra cui la loro assistente sociale Sally, uccisa da Simon nella prima stagione. Rachel, la ragazza uccisa da Nathan nell'ultimo episodio della prima serie, prima di tornare nel mondo dei morti uccide Alisha. Simon decide di tornare indietro nel tempo per fare di nuovo innamorare Alisha di sé e del suo io del passato. E morire di nuovo nel salvarla, riprendendo il circolo vizioso in cui staranno insieme per sempre.
Aiutato da Seth ottiene i poteri per tornare indietro nel tempo e per essere immune al potere sessuale dell'Alisha del passato. Curtis, Kelly e i due Rudy salutano Simon e restano sul tetto a interrogarsi sul futuro.